# Ferropolis
Ferropolis, la cité de fer, est un musée à ciel ouvert regroupant cinq excavatrices industrielles de grande taille utilisées à la fin du XXe siècle pour l'extraction du lignite en surface et pouvant atteindre 30 mètres de hauteur, 130 mètres de long et peser jusqu'à presque 2 000 tonnes.
Il est situé en Allemagne dans la commune de Gräfenhainichen (située à l'est de Dessau-Roßlau, dans le land de Saxe-Anhalt) et se trouve sur une presqu'île au milieu d'une ancienne mine de lignite à ciel ouvert transformée en lac. Il constitue un témoignage des charbonnages d'Allemagne centrale.
En plus du musée, le site est aussi utilisé pour des manifestations comme des opéras ou des festivals (le Melt! festival ou le Ferropolis in Flammen par exemple)

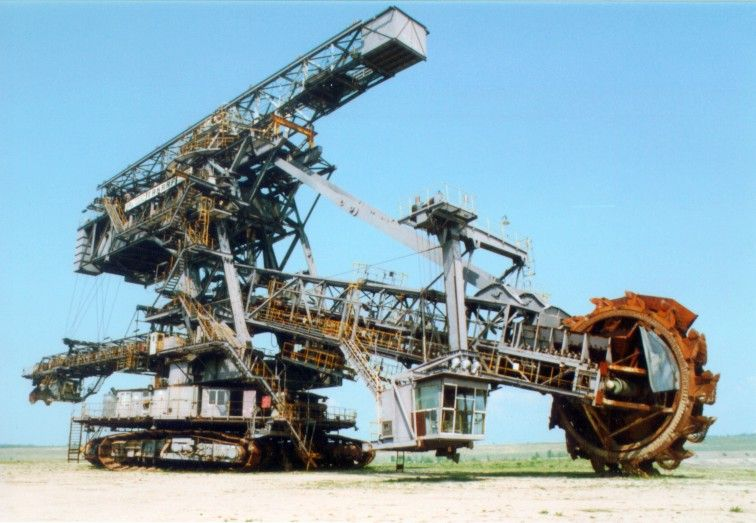
Excavateur à Ferropolis

## Histoire
Les premiers travaux de la mine à ciel ouvert de Golpa-Nord commencèrent en 1958. L'exploitation dura de 1964 à 1991, peu après la réunification allemande. Une fois la mine désaffectée, cinq grosses machines restèrent sur place et l'idée d'un musée se développa.
Le projet fut officiellement entamé le 14 décembre 1995 sous l'initiative du ministre des finances de la Saxe-Anhalt Klaus Schucht. L'inondation de la mine commença en 2000. En décembre 2005, le musée intégra la Route européenne du patrimoine industriel.
À partir de 2018, le site de Ferropolis accueille tous les étés – à l'exception des années 2020 et 2021 marquées par la pandémie de Covid-19 – le WHOLE, un festival queer de musique électronique.